# Neoperla vesperi
Neoperla vesperi är en bäcksländeart som beskrevs av Peter Zwick 1983. Neoperla vesperi ingår i släktet Neoperla och familjen jättebäcksländor. Inga underarter finns listade i Catalogue of Life.